# Mittainvilliers-Vérigny
Mittainvilliers-Vérigny – gmina we Francji, w Regionie Centralnym-Dolina Loary, w departamencie Eure-et-Loir. W 2013 roku liczba ludności na terenie obecnej gminy wynosiła 810 mieszkańców. 
Gmina została utworzona 1 stycznia 2016 roku z połączenia dwóch wcześniejszych gmin: Mittainvilliers oraz Vérigny. Siedzibą gminy została miejscowość Mittainvilliers.